# Felsenbrunnen (Fulda)

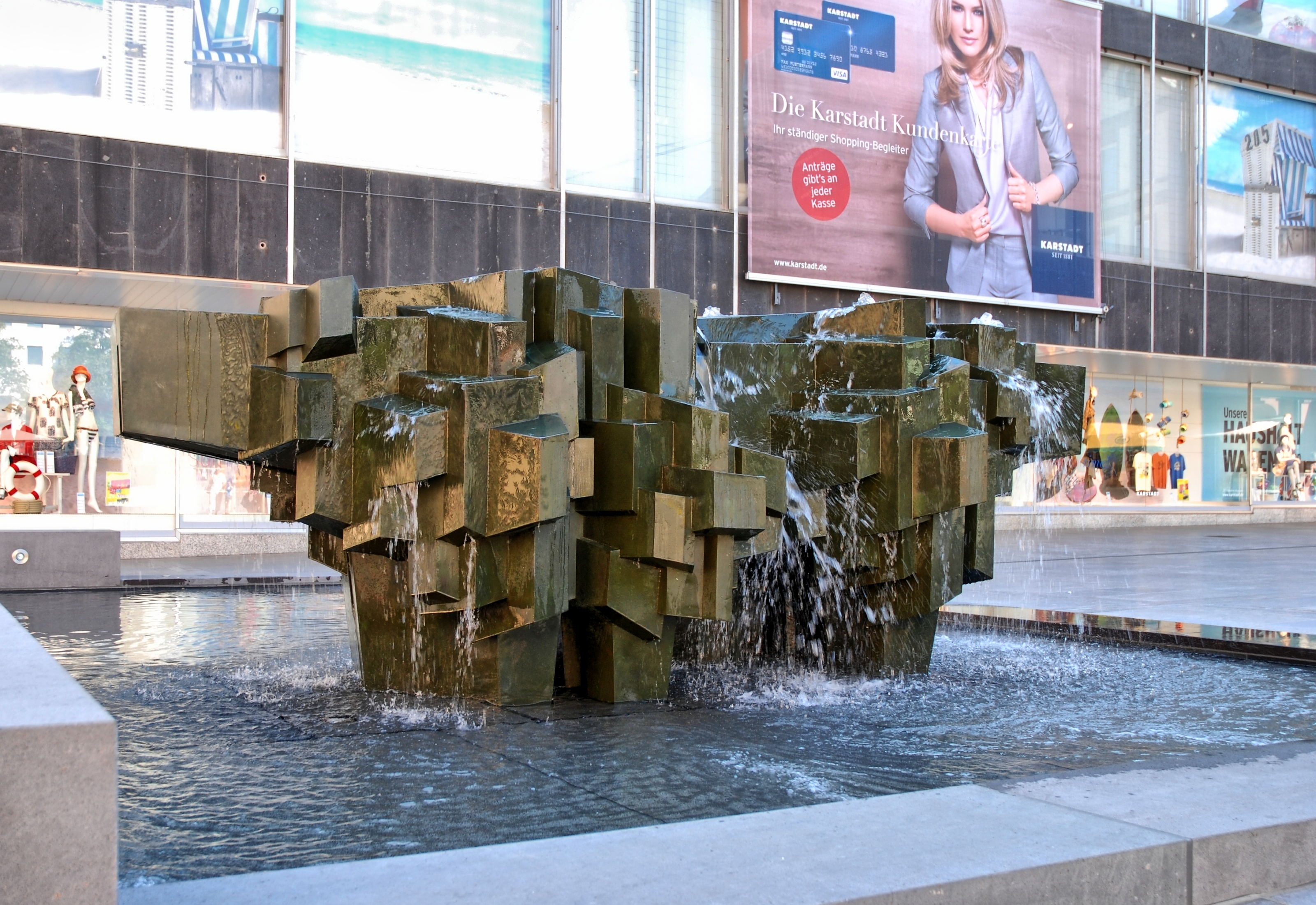
Felsenbrunnen

Der Felsenbrunnen wurde von Georg Brenninger geschaffen. Er steht seit 1963 vor dem Karstadt-Gebäude am Universitätsplatz in Fulda. Daher wird er auch als Universitätsplatzbrunnen bezeichnet.
Der Felsenbrunnen wurde im Rahmen der Neugestaltung des Platzes renoviert und in ein neues Becken gesetzt.
Das neue 10 m × 6,45 m große Brunnenbecken besteht aus fünf Modulen, die werkseitig aus massivem Naturstein hergestellt und bauseits über äußerst langlebige Dichtungen und Verschraubungen zu einem Becken zusammengefügt wurden. Bauherr war die Stadt Fulda. Für die Planung war die Plangruppe Oberhausen, Reith + Wehner Architekten zuständig. Die den Felsen bildende abstrakte Figur hingegen besteht aus Bronze und hat die Breite von 4,60 m. Weitere Maßangaben für die Figur fehlen. Die Plastik trägt Züge, die an den Kubismus erinnern. Der Brunnen ist ein Laufbrunnen.